# Leopoldów (Słupia Nadbrzeżna)
Leopoldów – przysiółek wsi Słupia Nadbrzeżna w Polsce, położony w województwie świętokrzyskim, w powiecie opatowskim, w gminie Tarłów. Wchodzi w skład sołectwa Słupia Nadbrzeżna.
Terytorialnie odrębna miejscowość około 1,5 km od lewego brzegu Wisły, tyle samo do Słupi.
W latach 1975–1998 przysiółek administracyjnie należał do województwa tarnobrzeskiego.
Według spisu powszechnego z roku 1921 Leopoldów : kolonia w gminie Julianów - posiadał 8 domów 43 mieszkańców